# Hémopathie
 (août 2025).
Si vous disposez d'ouvrages ou d'articles de référence ou si vous connaissez des sites web de qualité traitant du thème abordé ici, merci de compléter l'article en donnant les références utiles à sa vérifiabilité et en les liant à la section « Notes et références ».
Une hémopathie est une maladie du sang. C'est une catégorie générale de maladies affectant les composants du sang telles que les cellules sanguines (érythrocytes, leucocytes et plaquettes), d'autres composants comme l'hémoglobine et autres protéines sanguines et celles qui affectent la production du sang ou ses mécanisme tels que la coagulation par exemple.
Tous ces éléments :
- doivent être produits en quantité normale, sans défaut ou excès de production ;
- doivent être fonctionnels, soit sans anomalies génétiques, ou autre altération ;
- doivent avoir une durée de vie normale.

L'étude de l'étiologie, le diagnostic, le traitement, le pronostic et la prévention des maladies du sang est l'hématologie. Les spécialistes de ce domaine sont les hématologistes et l'hémothérapie désigne les traitements des maladies du sang.
Le terme hémopathie est né au XIXe siècle et est composé des racines grecques hémo = sang et de -pathie, tiré du grec pathos, « ce qu'on éprouve ».
On distingue deux grandes classes d'hémopathies. Les hémopathies bénignes, non cancéreuses et les hémopathies malignes. 

## Hémopathies bénignes
Les hémopathies bénignes résultent par exemple de carences vitaminiques, d'anomalies de l'hémoglobine ou hémoglobinopathie. 
C'est le cas par exemple de l'anémie ferriprive (ou anémie par carence martiale), dont la prévalence est estimée à 1,5 milliard de personne au niveau mondial. 

## Hémopathies malignes
Les hémopathies malignes sont des cancers du tissu sanguin. 
On retrouve parmi ce groupe les leucémies, tumeurs du sang où les cellules sanguines prolifèrent dans le sang. Les lymphomes, tumeurs dans les organes lymphoïdes secondaires (par exemple les ganglions ou la rate, lieu de recyclage des globules rouges), ainsi que les myélomes, cancers de la moelle osseuse, également appelé maladie de Kahler.
Les syndromes suivants, qui ne sont pas toujours considérés comme des cancers :
- -     - syndrome myélodysplasique : défaut de synthèse d'un ou plusieurs des types de cellules sanguines suivantes : globules rouges, globules blancs ou plaquettes ;
    - et syndrome myéloprolifératif : excès de synthèse d'un ou plusieurs des types de ces mêmes cellules.

## Étiologie des problèmes hématologiques
L'étiologie est l'étude des causes d'une maladie. 

### Hémoglobinopathies
Les hémoglobinopathies sont des pathologies causées par une anomalie de l'hémoglobine. Ces pathologies sont d'origine génétique. 
Les thalassémies sont des hémoglobinopathies par défaut de production. Il y a donc un manque de globule rouge, cela provoque donc une anémie. Les formes graves sont traitées par transfusion sanguine ou greffe de cellules souches hématopoïétiques.
Certaines hémoglobinopathies sont des anomalies constitutionnelles. C'est le cas de la drépanocytose (aussi appelée hémoglobine S ou anémie falciforme). Les globules rouges n'ont pas une structure normale et ceux-ci provoquent des occlusions dans les vaisseaux sanguins, provoquant des crises fortement douloureuses. 
Une autre forme d'hémoglobinopathies anormalement constitutionnelle est l'hémoglobinose C, une maladie caractérisée par la production d'une hémoglobine anormale connue sous le nom d'hémoglobine C. Elle entraine généralement une anémie hémolytique. 
Certaines hémoglobinopathies sont à l'origine d'hémoglobine altérée, c'est le cas de la méthémoglobinémie. Cette maladie est provoquée par une trop grande concentration de méthémoglobine, entrainant un sang d'une couleur marron bleutée.

### Déficits enzymatiques
Les déficits enzymatiques peuvent provoquer une anémie hémolytique, c'est à dire une anémie par hémolyse, dans certaines conditions. 
C'est le cas du déficit en glucose-6-phosphate déshydrogénase. 
Un autre déficit, le déficit en pyruvate kinase, entraine une anémie hémolytique. La maladie est causée par une mutation sur le gène PKLR.

### Baisse des numérations de cellules
L'aplasie médullaire, est une défaillance de la moelle osseuse, entrainant une diminution des principaux composants du sang. Les globules rouges, globules blancs et plaquettes sont donc ainsi concernées par cette diminution. 
Les aplasies sont d'origine multiples mais réparties en 3 groupes :
- toxique, médicamenteuse consécutifs à une chimiothérapie par exemple ou une exposition aux radiations ;
- idiopathique (auto-immune) suite à une grossesse par exemple ;
- constitutionnelles, dès la naissance via une maladie génétique.

#### Anémies
Une anémie est une baisse du nombre d'érythrocytes, communément appelés globules rouges. Elles peuvent être par défaut de production comme l'anémie ferriprive, ou anémie par carence martiale, par manque de fer. Ou encore l'anémie aplasique, l'anémie de fanconi, la maladie de Blackfan-Diamond ou encore l'anémie mégaloblastique, caractérisée par une déficience en vitamine B12 ou B9.
D'autres anémies peuvent être par hémolyse, c'est à dire par destruction des globules rouges.
C'est le cas de l'hémoglobinurie paroxystique nocturne, de l'anémie hémolytique microangiopathique, de la maladie hémolytique du nouveau-né, de l'anémie hémolytique auto-immune, de la sphérocytose héréditaire, de l'elliptocytose héréditaire, de la malaria (paludisme).

#### Leucopénies
La leucopénie est la baisse du nombre de globules blancs.
Dans cette catégorie se trouvent le syndrome myélodysplasique, la myélofibrose primitive, la neutropénie (baisse du nombre de neutrophiles) et l'agranulocytose.

#### Thrombopénie
La thrombopénie est la baisse du nombre de plaquettes (ou thrombocytes) dans le sang.
Elle peut être d'origine immunologiques, comme le purpura idiopathique thrombocytopénique, la thrombopénie néo-natale ou la thrombopénie post-transfusionnelle.
Elle peut aussi être d'origine immuno-allergique, en réaction à des médicaments comme la thrombopénie en réaction à l'héparine. De nombreux autres médicaments peuvent induire une thrombopénie. 
Enfin, elle peut être par consommation, comme le purpura thrombotique thrombocytopénique ou la CIVD. 

### Augmentation des numérations de cellules
(hypercytose, pléiocytose ou pléocytose)
Polycythemia vera (augmentation du nombre de cellules en général)
polyglobulie (augmentation du nombre d'érythrocytes), primitive ou secondaire.
Leucocytose (augmentation du nombre de leucocytes)
Thrombocytose (augmentation du nombre de plaquettes sanguines)
Maladie myéloproliférative

### Coagulopathies
Les coagulopathies sont des troubles de la coagulation. Elles peuvent entrainer un risque hémorragique.
- Anomalies des plaquettes (thrombocytes), hémostase primaire
  - Thrombasthénie de Glanzmann
  - Maladie de J.Bernard et J.P.Soulier
  - Syndrome de Wiskott-Aldrich, thrombopathie associée à un déficit immunitaire.
- Anomalies des protéines de la coagulation, par déficits quantitatifs ou qualitatifs (mutation), innés ou acquis
  - Hémophilie A (déficit en F VIII)
  - Hémophilie B (alias Maladie de Christmas) (déficit en F IX)
  - Maladie de Von Willebrand
  - Déficits en divers facteurs, FI, FII, FV, FVII, FX, F XI (hémophilie C anglosaxone), FXII.
- Anomalies Thrombotiques
  - Coagulation intravasculaire disséminée (CID ou CIVD)
  - Déficience en protéine S
  - Déficience en protéine C
  - Thrombophilie par mutation du facteur V (F V Leiden)
  - Syndrome des antiphospholipides

### Autres maladies touchant surtout les cellules sanguines
- Syndrome de Wiskott-Aldrich

- Mononucléose infectieuse

- SIDA

## Hémopathies malignes
Hémopathies malignes
- Lymphomes
  - Maladie de Hodgkin
  - Lymphome non-hodgkinien
  - Lymphome de Burkitt
  - Lymphome anaplasique à grandes cellules
- Myélomes
  - Myélome multiple
  - Waldenström
- Leucémies
  - Leucémie aiguë lymphoblastique (LAL)
  - Leucémie lymphoïde chronique (LLC)
  - Leucémie aiguë myéloblastique (LAM)
  - Leucémie myéloïde chronique (LMC)
  - Leucémie à tricholeucocyte
- érythropoïèse
  - Maladie de Vaquez
  - Anémie réfractaire